# We Are (EP của Weeekly)
We Are là EP đầu tiên của nhóm nhạc Weeekly. Nó đã được phát hành vào 30 tháng 6 năm 2020, với bài hát chủ đề là Tag Me (@Me)

## Showcase
Vào ngày 30 tháng 6, video âm nhạc cho bài chủ đề của EP, Tag Me (@Me), đã được phát hành. Sau 18  giờ tiếp theo, We Are được phân phối đưới dạng kỹ thuật số, Nhóm là nhóm nhạc nữ thứ hai của Play M Entertainment sau khi Apink ra mắt được 10 năm. với thành viên Shin Ji-yoon tham gia viết và sáng tác hai bài hát của EP. Cùng ngày, nhóm đã có một buổi giới thiệu với báo chí và một buổi giới thiệu và giao lưu với trực tiếp thông qua V Live, nhưng do một đám cháy đã bùng phát ở gần địa điểm diễn ra, buổi trực tiếp V Live đã bị hủy bỏ.

## Danh sách bài hát
| STT | Nhan đề        | Thời lượng |
| --- | -------------- | ---------- |
| 1.  | "Weeekly Day"  | 0:42       |
| 2.  | "Universe"     | 3:26       |
| 3.  | "Tag Me (@Me)" | 3:40       |
| 4.  | "Hello"        | 3:27       |
| 5.  | "Reality"      | 4:11       |